# 32기 KBS 바둑왕전
32기 KBS 바둑왕전은 한국방송공사의 TV 속기전이 참가한 국내 바둑 기전이다. 결승에서는 전직 은퇴한 前 이세돌 九단이 박정환 九단을 2대 1로 꺾고 우승하며 통산 2회 우승을 달성하며 국내기전에서 타이틀 무관탈출했다. 

## 대진표

### 승자조,패자조
| 강지성 九단   | 강지성 九단   | 이세돌 九단 | 이세돌 九단 | 박영훈 九단 | 박정환 九단 | 박정환 九단 | 박정환 九단 | 이세돌 九단 2:1 |
| 김대용 五단   | 강지성 九단   | 이세돌 九단 | 이세돌 九단 | 박영훈 九단 | 박정환 九단 | 박정환 九단 | 박정환 九단 | 이세돌 九단 2:1 |
| 이세돌 九단   |               | 이세돌 九단 | 이세돌 九단 | 박영훈 九단 | 박정환 九단 | 박정환 九단 | 박정환 九단 | 이세돌 九단 2:1 |
| 류재형 九단   | 류재형 九단   | 류재형 九단 | 이세돌 九단 | 박영훈 九단 | 박정환 九단 | 박정환 九단 | 박정환 九단 | 이세돌 九단 2:1 |
| 이호승 初단   | 류재형 九단   | 류재형 九단 | 이세돌 九단 | 박영훈 九단 | 박정환 九단 | 박정환 九단 | 박정환 九단 | 이세돌 九단 2:1 |
| 김현찬 二단   | 김현찬 二단   | 류재형 九단 | 이세돌 九단 | 박영훈 九단 | 박정환 九단 | 박정환 九단 | 박정환 九단 | 이세돌 九단 2:1 |
| 이원영 三단   | 김현찬 二단   | 류재형 九단 | 이세돌 九단 | 박영훈 九단 | 박정환 九단 | 박정환 九단 | 박정환 九단 | 이세돌 九단 2:1 |
| 이희성 九단   | 이희성 九단   | 이창호 九단 | 박영훈 九단 | 박영훈 九단 | 박정환 九단 | 박정환 九단 | 박정환 九단 | 이세돌 九단 2:1 |
| 박진솔 五단   | 이희성 九단   | 이창호 九단 | 박영훈 九단 | 박영훈 九단 | 박정환 九단 | 박정환 九단 | 박정환 九단 | 이세돌 九단 2:1 |
| 이창호 九단   |               | 이창호 九단 | 박영훈 九단 | 박영훈 九단 | 박정환 九단 | 박정환 九단 | 박정환 九단 | 이세돌 九단 2:1 |
| 홍민표 八단   | 박영훈 九단   | 박영훈 九단 | 박영훈 九단 | 박영훈 九단 | 박정환 九단 | 박정환 九단 | 박정환 九단 | 이세돌 九단 2:1 |
| 박영훈 九단   | 박영훈 九단   | 박영훈 九단 | 박영훈 九단 | 박영훈 九단 | 박정환 九단 | 박정환 九단 | 박정환 九단 | 이세돌 九단 2:1 |
| 신윤호 初단   | 신윤호 初단   | 박영훈 九단 | 박영훈 九단 | 박영훈 九단 | 박정환 九단 | 박정환 九단 | 박정환 九단 | 이세돌 九단 2:1 |
| 조훈현 九단   | 신윤호 初단   | 박영훈 九단 | 박영훈 九단 | 박영훈 九단 | 박정환 九단 | 박정환 九단 | 박정환 九단 | 이세돌 九단 2:1 |
| 한상훈 六단   | 한상훈 六단   | 한상훈 六단 | 원성진 九단 | 박정환 九단 | 박정환 九단 | 박정환 九단 | 박정환 九단 | 이세돌 九단 2:1 |
| 안형준 三단   | 한상훈 六단   | 한상훈 六단 | 원성진 九단 | 박정환 九단 | 박정환 九단 | 박정환 九단 | 박정환 九단 | 이세돌 九단 2:1 |
| 최철한 九단   |               | 한상훈 六단 | 원성진 九단 | 박정환 九단 | 박정환 九단 | 박정환 九단 | 박정환 九단 | 이세돌 九단 2:1 |
| 원성진 九단   | 원성진 九단   | 원성진 九단 | 원성진 九단 | 박정환 九단 | 박정환 九단 | 박정환 九단 | 박정환 九단 | 이세돌 九단 2:1 |
| 나현 二단     | 원성진 九단   | 원성진 九단 | 원성진 九단 | 박정환 九단 | 박정환 九단 | 박정환 九단 | 박정환 九단 | 이세돌 九단 2:1 |
| 안성준 四단   | 최명훈 九단   | 원성진 九단 | 원성진 九단 | 박정환 九단 | 박정환 九단 | 박정환 九단 | 박정환 九단 | 이세돌 九단 2:1 |
| 최명훈 九단   | 최명훈 九단   | 원성진 九단 | 원성진 九단 | 박정환 九단 | 박정환 九단 | 박정환 九단 | 박정환 九단 | 이세돌 九단 2:1 |
| 이영구 九단   | 박정환 九단   | 박정환 九단 | 박정환 九단 | 박정환 九단 | 박정환 九단 | 박정환 九단 | 박정환 九단 | 이세돌 九단 2:1 |
| 류수항 二단   | 박정환 九단   | 박정환 九단 | 박정환 九단 | 박정환 九단 | 박정환 九단 | 박정환 九단 | 박정환 九단 | 이세돌 九단 2:1 |
| 박정환 九단   |               | 박정환 九단 | 박정환 九단 | 박정환 九단 | 박정환 九단 | 박정환 九단 | 박정환 九단 | 이세돌 九단 2:1 |
| 신진서 初단   | 홍성지 九단   | 홍성지 九단 | 박정환 九단 | 박정환 九단 | 박정환 九단 | 박정환 九단 | 박정환 九단 | 이세돌 九단 2:1 |
| 홍성지 九단   | 홍성지 九단   | 홍성지 九단 | 박정환 九단 | 박정환 九단 | 박정환 九단 | 박정환 九단 | 박정환 九단 | 이세돌 九단 2:1 |
| 강훈(小) 二단 | 강훈(小) 二단 | 홍성지 九단 | 박정환 九단 | 박정환 九단 | 박정환 九단 | 박정환 九단 | 박정환 九단 | 이세돌 九단 2:1 |
| 진시영 五단   | 강훈(小) 二단 | 홍성지 九단 | 박정환 九단 | 박정환 九단 | 박정환 九단 | 박정환 九단 | 박정환 九단 | 이세돌 九단 2:1 |
| 패자 1회전    | 패자 1회전    | 패자 2회전  | 패자 3회전  | 패자 4회전  | 패자 준결승 | 패자 결승   |             | 이세돌 九단 2:1 |
| 강지성 九단   | 강지성 九단   | 강지성 九단 | 한상훈 六단 | 이세돌 九단 | 이세돌 九단 | 이세돌 九단 |             | 이세돌 九단 2:1 |
| 강훈(小) 二단 | 강지성 九단   | 강지성 九단 | 한상훈 六단 | 이세돌 九단 | 이세돌 九단 | 이세돌 九단 |             | 이세돌 九단 2:1 |
| 이창호 九단   |               | 강지성 九단 | 한상훈 六단 | 이세돌 九단 | 이세돌 九단 | 이세돌 九단 |             | 이세돌 九단 2:1 |
| 김현찬 二단   | 이영구 九단   | 한상훈 六단 | 한상훈 六단 | 이세돌 九단 | 이세돌 九단 | 이세돌 九단 |             | 이세돌 九단 2:1 |
| 이영구 九단   | 이영구 九단   | 한상훈 六단 | 한상훈 六단 | 이세돌 九단 | 이세돌 九단 | 이세돌 九단 |             | 이세돌 九단 2:1 |
| 한상훈 六단   |               | 한상훈 六단 | 한상훈 六단 | 이세돌 九단 | 이세돌 九단 | 이세돌 九단 |             | 이세돌 九단 2:1 |
| 이세돌 九단   |               |             |             | 이세돌 九단 | 이세돌 九단 | 이세돌 九단 |             | 이세돌 九단 2:1 |
| 이희성 九단   | 이희성 九단   | 이희성 九단 | 이희성 九단 | 이희성 九단 | 이세돌 九단 | 이세돌 九단 |             | 이세돌 九단 2:1 |
| 최명훈 九단   | 이희성 九단   | 이희성 九단 | 이희성 九단 | 이희성 九단 | 이세돌 九단 | 이세돌 九단 |             | 이세돌 九단 2:1 |
| 홍성지 九단   |               | 이희성 九단 | 이희성 九단 | 이희성 九단 | 이세돌 九단 | 이세돌 九단 |             | 이세돌 九단 2:1 |
| 신윤호 初단   | 최철한 九단   | 최철한 九단 | 이희성 九단 | 이희성 九단 | 이세돌 九단 | 이세돌 九단 |             | 이세돌 九단 2:1 |
| 최철한 九단   | 최철한 九단   | 최철한 九단 | 이희성 九단 | 이희성 九단 | 이세돌 九단 | 이세돌 九단 |             | 이세돌 九단 2:1 |
| 류재형 九단   |               | 최철한 九단 | 이희성 九단 | 이희성 九단 | 이세돌 九단 | 이세돌 九단 |             | 이세돌 九단 2:1 |
| 원성진 九단   |               |             |             | 이희성 九단 | 이세돌 九단 | 이세돌 九단 |             | 이세돌 九단 2:1 |
| 박영훈 九단   |               |             |             |             |             | 이세돌 九단 |             | 이세돌 九단 2:1 |

## 대국 결과
| 대진        | 연도   | 대국일자  | 승자          | 패자          | 결과             | 기보 |
| ----------- | ------ | --------- | ------------- | ------------- | ---------------- | ---- |
| 승자 1회전  | 2013년 | 2월 25일  | 이희성 九단   | 박진솔 五단   | 220수 백 불계승  |      |
| 승자 1회전  | 2013년 | 2월 25일  | 김현찬 二단   | 이원영 三단   | 203수 흑 불계승  |      |
| 승자 1회전  | 2013년 | 3월 11일  | 신윤호 初단   | 조훈현 九단   | 217수 흑 불계승  |      |
| 승자 1회전  | 2013년 | 3월 11일  | 원성진 九단   | 나현 二단     | 226수 백불계승   |      |
| 승자 1회전  | 2013년 | 3월 25일  | 이영구 九단   | 류수항 二단   | 154수 백 불계승  |      |
| 승자 1회전  | 2013년 | 3월 25일  | 류재형 九단   | 이호승 初단   | 284수 흑 2집반승 |      |
| 승자 1회전  | 2013년 | 4월 8일   | 최명훈 九단   | 안성준 四단   | 237수 흑 불계승  |      |
| 승자 1회전  | 2013년 | 4월 8일   | 한상훈 六단   | 안형준 三단   | 190수 백 불계승  |      |
| 승자 1회전  | 2013년 | 4월 22일  | 강지성 九단   | 김대용 五단   | 205수 흑 불계승  |      |
| 승자 1회전  | 2013년 | 4월 22일  | 강훈(小) 二단 | 진시영 五단   | 130수 백 불계승  |      |
| 승자 1회전  | 2013년 | 5월 6일   | 홍성지 九단   | 신진서 初단   | 161수 흑 불계승  |      |
| 승자 1회전  | 2013년 | 5월 6일   | 박영훈 九단   | 홍민표 八단   | 346수 백 1집반승 |      |
| 승자 2회전  | 2013년 | 5월 13일  | 홍성지 九단   | 강훈(小) 二단 | 156수 백 불계승  |      |
| 승자 2회전  | 2013년 | 5월 13일  | 박정환 九단   | 이영구 九단   | 241수 흑 7집반승 |      |
| 승자 2회전  | 2013년 | 6월 3일   | 이세돌 九단   | 강지성 九단   | 275수 백 5집반승 |      |
| 승자 2회전  | 2013년 | 6월 3일   | 이창호 九단   | 이희성 九단   | 281수 흑 1집반승 |      |
| 승자 2회전  | 2013년 | 6월 17일  | 원성진 九단   | 최명훈 九단   | 275수 백 2집반승 |      |
| 승자 2회전  | 2013년 | 6월 17일  | 류재형 九단   | 김현찬 二단   | 152수 백 불계승  |      |
| 승자 2회전  | 2013년 | 7월 1일   | 박영훈 九단   | 신윤호 初단   | 183수 흑 불계승  |      |
| 승자 2회전  | 2013년 | 7월 1일   | 최철한 九단   | 한상훈 六단   | 183수 흑 불계승  |      |
| 패자 1회전  | 2013년 | 8월 12일  | 이희성 九단   | 최명훈 九단   | 189수 흑 불계승  |      |
| 패자 1회전  | 2013년 | 8월 12일  | 이영구 九단   | 김현찬 二단   | 192수 백 불계승  |      |
| 패자 1회전  | 2013년 | 8월 26일  | 강지성 九단   | 강훈(小) 二단 | 222수 백 불계승  |      |
| 패자 1회전  | 2013년 | 8월 26일  | 최철한 九단   | 신윤호 初단   | 241수 흑 불계승  |      |
| 승자 3회전  | 2013년 | 9월 23일  | 원성진 九단   | 한상훈 六단   | 244수 백 불계승  |      |
| 승자 3회전  | 2013년 | 9월 23일  | 이세돌 九단   | 류재형 九단   | 211수 흑 불계승  |      |
| 승자 3회전  | 2013년 | 10월 14일 | 박정환 九단   | 홍성지 九단   | 229수 흑 불계승  |      |
| 승자 3회전  | 2013년 | 11월 18일 | 박영훈 九단   | 이창호 九단   | 323수 백 4집반승 |      |
| 패자 2회전  | 2013년 | 10월 14일 | 한상훈 六단   | 이영구 九단   | 282수 흑 2집반승 |      |
| 패자 2회전  | 2013년 | 10월 29일 | 최철한 九단   | 류재형 九단   | 104수 백 불계승  |      |
| 패자 2회전  | 2013년 | 10월 29일 | 이희성 九단   | 홍성지 九단   | 199수 흑 불계승  |      |
| 패자 2회전  | 2013년 | 12월 3일  | 강지성 九단   | 이창호 九단   | 146수 백 불계승  |      |
| 패자 3회전  | 2013년 | 11월 18일 | 이희성 九단   | 최철한 九단   | 252수 백 불계승  |      |
| 패자 3회전  | 2013년 | 12월 9일  | 한상훈 六단   | 강지성 九단   | 191수 흑 불계승  |      |
| 승자 준결승 | 2013년 | 12월 3일  | 박정환 九단   | 원성진 九단   | 168수 백 불계승  |      |
| 승자 준결승 | 2013년 | 12월 17일 | 박영훈 九단   | 이세돌 九단   | 264수 흑 반집승  |      |
| 패자 4회전  | 2013년 | 12월 9일  | 이희성 九단   | 원성진 九단   | 225수 흑 불계승  |      |
| 패자 4회전  | 2013년 | 12월 17일 | 이세돌 九단   | 한상훈 六단   | 223수 흑 불계승  |      |
| 승자 결승   | 2014년 | 1월 6일   | 박정환 九단   | 박영훈 九단   | 255수 흑 불계승  |      |
| 패자 준결승 | 2014년 | 1월 6일   | 이세돌 九단   | 이희성 九단   | 170수 백 불계승  |      |
| 패자 결승   | 2014년 | 1월 20일  | 이세돌 九단   | 박영훈 九단   | 160수 백 불계승  |      |
| 결승 1국    | 2014년 | 1월 21일  | 이세돌 九단   | 박정환 九단   | 197수 흑 불계승  |      |
| 결승 2국    | 2014년 | 1월 22일  | 박정환 九단   | 이세돌 九단   | 205수 흑 불계승  |      |
| 결승 3국    | 2014년 | 1월 22일  | 이세돌 九단   | 박정환 九단   | 259수 흑 불계승  |      |

## TV 중계
- 박정상 九단의 해설로 최유진 아마5단이 진행하였다.(2013년 3월 17일 방송일 기준) 결승 3국(최종국) 끝난 후 시상식에는 배재성(KBS 스포츠국 국장) 맡았으며, 장웅 아나운서가 진행했으나 우승자 준우승자만 인터뷰를 하였다.

## 특이 사항
- 32기 KBS 바둑왕전의 TV속기전에서만 결승3번기의 흑번필승
- 결승 3국(최종국)의 최종 대국을 지켜본 해설자 박정상 九단이다.